# Grus

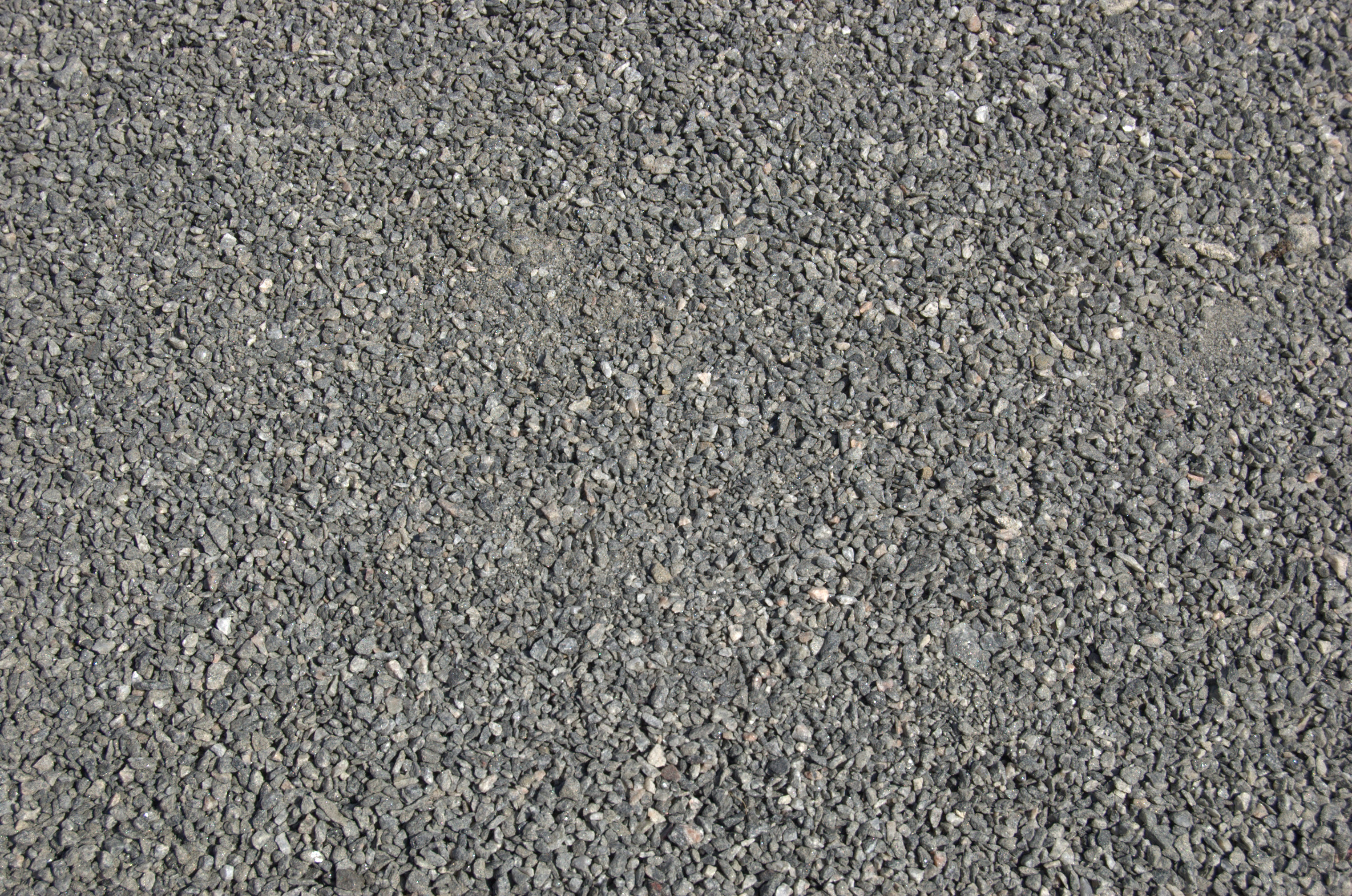
Grus med korn på ungefär 5 mm (fingrus).

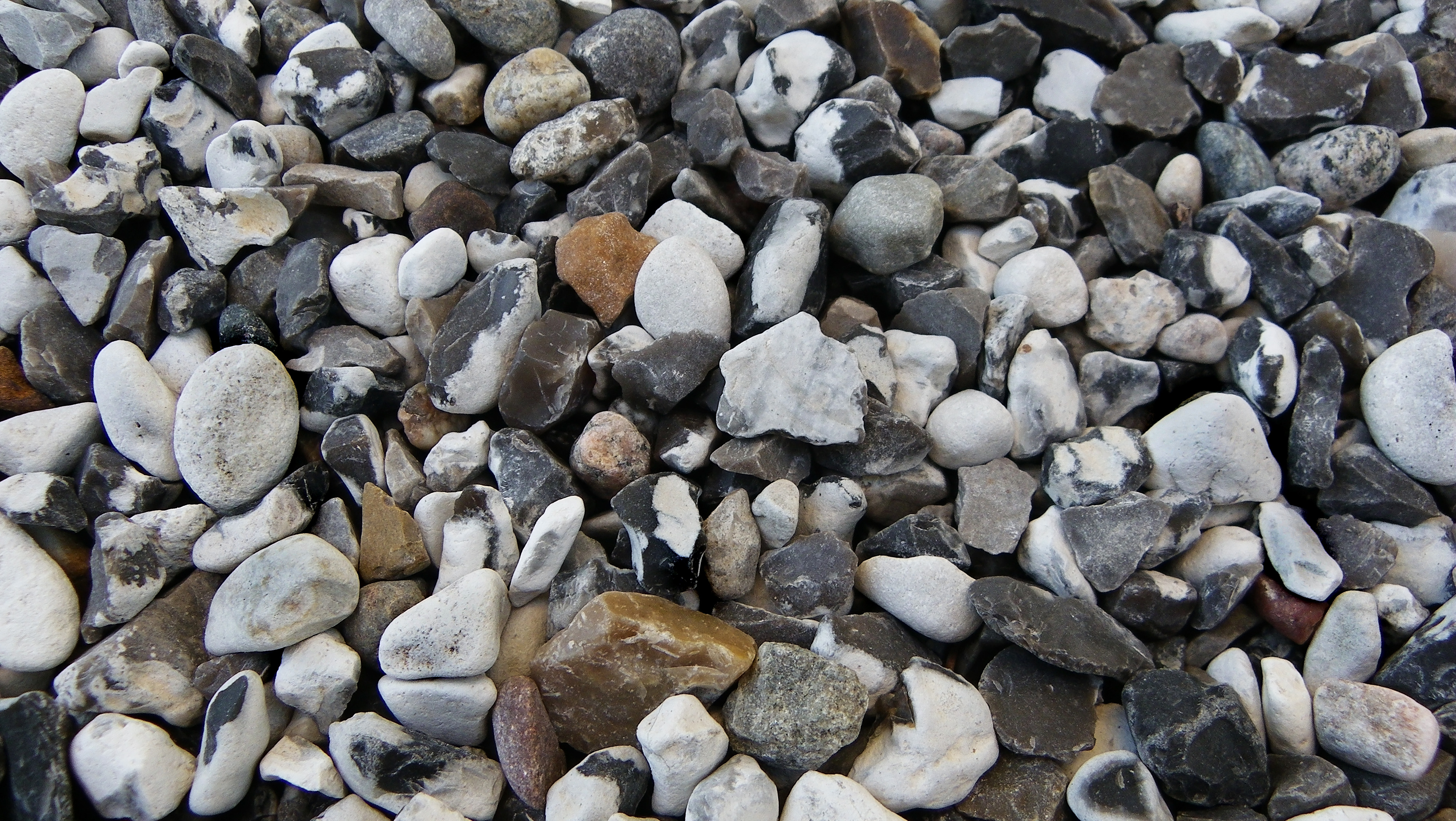
Grus med korn på ungefär 30 mm (singel).

Grus är ett stenmaterial med dominerande kornstorlek mellan 2 mm och 63 mm. Grus delas upp i kornstorleksklasserna fingrus 2-6,3 mm, mellangrus 6,3-20 mm och grovgrus 20-63 mm. Genom siktning av naturgrus i såll delas materialet upp i olika tekniska kvaliteter. 0-8 mm betecknas som fingrus, 5-64 mm som singel, 0-70 mm som bärlagergrus och 0-300 mm (osiktat) som fyllnadsgrus. Singel (av engelska shingle, ytterst av latin scandula, ’takplatta’) används som dräneringsmaterial och för utdrygning av betongblandningar. Bärlagergrus används för vägunderbyggnad utanpå vägens bottenmaterial. 
Krossgrus är stenmaterial ursprungligen av större storlek som krossats till kornstorlek motsvarande grus. Finmakadam är beteckningen på krossgrus med kornstorlek mellan 4 och 25 mm. Den används som ytskikt på gångvägar och som dräneringsmaterial. Medelmakadam, med kornstorlek 25-65 mm, används som dräneringsmaterial och som underbädd vid gjutning av till exempel platta på mark.
Grus används bland annat som vägmaterial, som utfyllnad i betong och i banvallar. s.k. dräneringsgrus används som dräneringsfilter runt täckdikesrör.